# Тойкино (Татарстан)
То́йкино (тат. Туйкә) — село в Азнакаевском районе Республики Татарстан Российской Федерации. Административный центр Тойкинского сельского поселения.

## Этимология
Топоним произошёл от антропонима татарского происхождения «Туйкә» (Туйка).

## География
Село расположено в Восточном Закамье на реке Стярле при впадении в неё реки Чалпаймас, в 2,6 км к югу от города Азнакаево.

## История
Тойкино являлось поселением башкир-вотчинников Юрмийской волости и казённых крестьян. Известно с 1764 года, по другим данным — с 1765 года.
Во время проведения III ревизии (1762 год) в деревне Тойкиной, Стерли тож были учтены ясачные татары в количестве 103 душ мужского пола. По IV ревизии (1782 год) — 128 ревизских душ ясачных татар.  
В 1795 году (V ревизия) были учтены 10 башкир-вотчинников и 310 ясачных татар, в 1816 году — 4 башкира-вотчинника и 128 ясачных татар. В 1834 году (VIII  ревизия) были учтены 2 ревизские души тептярей, «проживающие с согласия башкир в муллинском звании», 17 башкир-припущенников, 137 государственных крестьян. В 1850 году были учтены 21 башкир-припущенник, 167 государственных крестьян. 
«Общий регистр 1856 года» уточнил сословный состав деревни: 33 башкира, 43 мещанина, 336 государственных крестьян.
В «Списке населенных мест по сведениям 1859 года», изданном в 1864 году, населённый пункт упомянут как казённая и башкирская деревня Тойкина (Аблаева) 4-го стана Бугульминского уезда Самарской губернии. Располагалась при речке Стерле, по левую сторону почтового тракта из Бугульмы в Уфу, в 32 верстах от уездного города Бугульмы и в 32 верстах от становой квартиры в казённом селе Ефановка (Крым-Сарай, Орловка, Хуторское). В деревне в 64 дворах жили 477 человек (227 мужчин и 250 женщин). Была мечеть.
В 1859 году были учтены 35 башкир-припущенников, 189 государственных крестьян
По данным переписи 1897 года, в деревне Тойкино Бугульминского уезда Самарской губернии проживали 813 жителей (412 мужчин и 401 женщина), в том числе 809 мусульман.
«Земской учёт 1900—1901 годов» зафиксировал 804 ясачных татарина в 136 дворах.

## Население
Численность населения, источник.
| 1795 | 1822 | 1859 | 1889 | 1897 | 1910 | 1920 | 1926 | 1938 | 1949 | 1958 | 1970 | 1979 | 1989 | 2002 | 2010 | 2015 |
| ---- | ---- | ---- | ---- | ---- | ---- | ---- | ---- | ---- | ---- | ---- | ---- | ---- | ---- | ---- | ---- | ---- |
| 220  | 133  | 477  | 825  | 813  | 919  | 986  | 929  | 813  | 340  | 462  | 514  | 384  | 331  | 418  | 430  | 466  |

Национальный состав
Согласно результатам переписи 2002 года, в национальной структуре населения татары составили 93%.

## Инфраструктура
Вдоль села проходит автомобильная дорога регионального значения «Бугульма — Азнакаево».

## Религия
С 2006 года в селе начала действовать мечеть.

### Комментарии
1. ↑  Расстояние измерено с помощью инструментария Яндекс.Карты
2. ↑  души мужского пола